# September 2000
Portal Geschichte | Portal Biografien | Aktuelle Ereignisse | Jahreskalender | Tagesartikel

◄ |
19. Jahrhundert |
20. Jahrhundert
| 21. Jahrhundert

◄ |
1970er |
1980er |
1990er |
2000er
| 2010er | 2020er | 2030er | ►

◄ |
1996 |
1997 |
1998 |
1999 |
2000
| 2001 | 2002 | 2003 | 2004 | ►

◄ |
Juni 2000 |
Juli 2000 |
August 2000 |
September 2000 |
Oktober 2000 |
November 2000 |
Dezember 2000 |
►
Dieser Artikel behandelt tagesbezogene Nachrichten und Ereignisse im September 2000.

## Tagesgeschehen

### Samstag, 2. September 2000
- Erfurt/Deutschland: Das neue Maskottchen des Kinder-TV-Senders KiKa erscheint erstmals im Fernsehen. Es handelt sich um ein depressives, sprechendes Kastenweißbrot namens Bernd nach einer Idee von Tommy Krappweis.[1]

### Sonntag, 3. September 2000
- Rom/Vatikanstadt: Papst Johannes Paul II. spricht die ehemaligen Päpste Johannes XXIII. und Pius IX. selig.
- Yountville/Vereinigte Staaten: Ein Erdbeben mit der Stärke 5,2 Mw erschüttert das Napa Valley. Das Yountville Erdbeben verursachte Schäden in Höhe von bis zu 50 Mio. US-Dollar.[2]

### Dienstag, 5. September 2000
- New York/Vereinigte Staaten: Die Vereinten Nationen nehmen Tuvalu als 189. Mitglied auf.[3]

### Mittwoch, 6. September 2000
- Tokio/Japan: Der dreitägige Japan-Russland-Gipfel geht zu Ende. Im Kurilenkonflikt kann kein Durchbruch erzielt werden.[4]

### Donnerstag, 7. September 2000
- Münster/Deutschland: Das Graphikmuseum Pablo Picasso im Umfang der Sammlung des Stifters Gert Huizinga wird eröffnet. Es ist das erste Museum in Deutschland, das sich ausnahmslos den Werken des spanischen Künstlers Pablo Picasso widmet.[5]
- New York/Vereinigte Staaten: Die Polizei verhaftet Tim Commerford, den Bassisten der Band Rage Against the Machine, nachdem dieser während der Verleihung der Video Music Awards des Fernsehsenders MTV auf die Bühne kletterte. Rage Against the Machine bleibt an diesem Abend ohne Preis.[6]

### Freitag, 8. September 2000
- Ürümqi/Volksrepublik China: Bei der Explosion eines mit Sprengstoff beladenen Lkw sterben 60 Personen.[7]

### Samstag, 9. September 2000
- Quito/Ecuador: Das Land setzt seine Währung Sucre aus. Im ganzen Land können Käufer nur noch mit US-Dollar bezahlen. Bereits 1999 konnte Ecuador die Schuldverschreibungen aus dem Brady-Plan nicht mehr begleichen, seitdem verfielen Außen- und Innenwert des Sucres.[8]
- Venedig/Italien: Bei den 57. Internationalen Filmfestspielen von Venedig wird der Film Der Kreis des iranischen Regisseurs Jafar Panahi mit dem Leone d’Oro prämiert.[9]
- Sologubowka/Russland: Die Deutsche Kriegsgräberstätte Sologubowka wird eingeweiht.

### Sonntag, 10. September 2000
- Los Angeles/Vereinigte Staaten: Bei der Verleihung des Fernsehpreises Emmy wird u. a. Jack Lemmon für seine Leistung im Film Dienstags bei Morrie ausgezeichnet.[10]
- New York/Vereinigte Staaten: Der russische Tennisspieler Marat Safin gewinnt bei den US Open 2000 das Finale im Herreneinzel gegen den Amerikaner Pete Sampras in drei Sätzen.[11]
- New York/Vereinigte Staaten: Die Aufführungsserie des Musicals Cats am Broadway endet nach 18 Jahren und 7.485 Vorstellungen. Nie zuvor lief ein Musical so lange am Broadway.[12]

### Dienstag, 12. September 2000

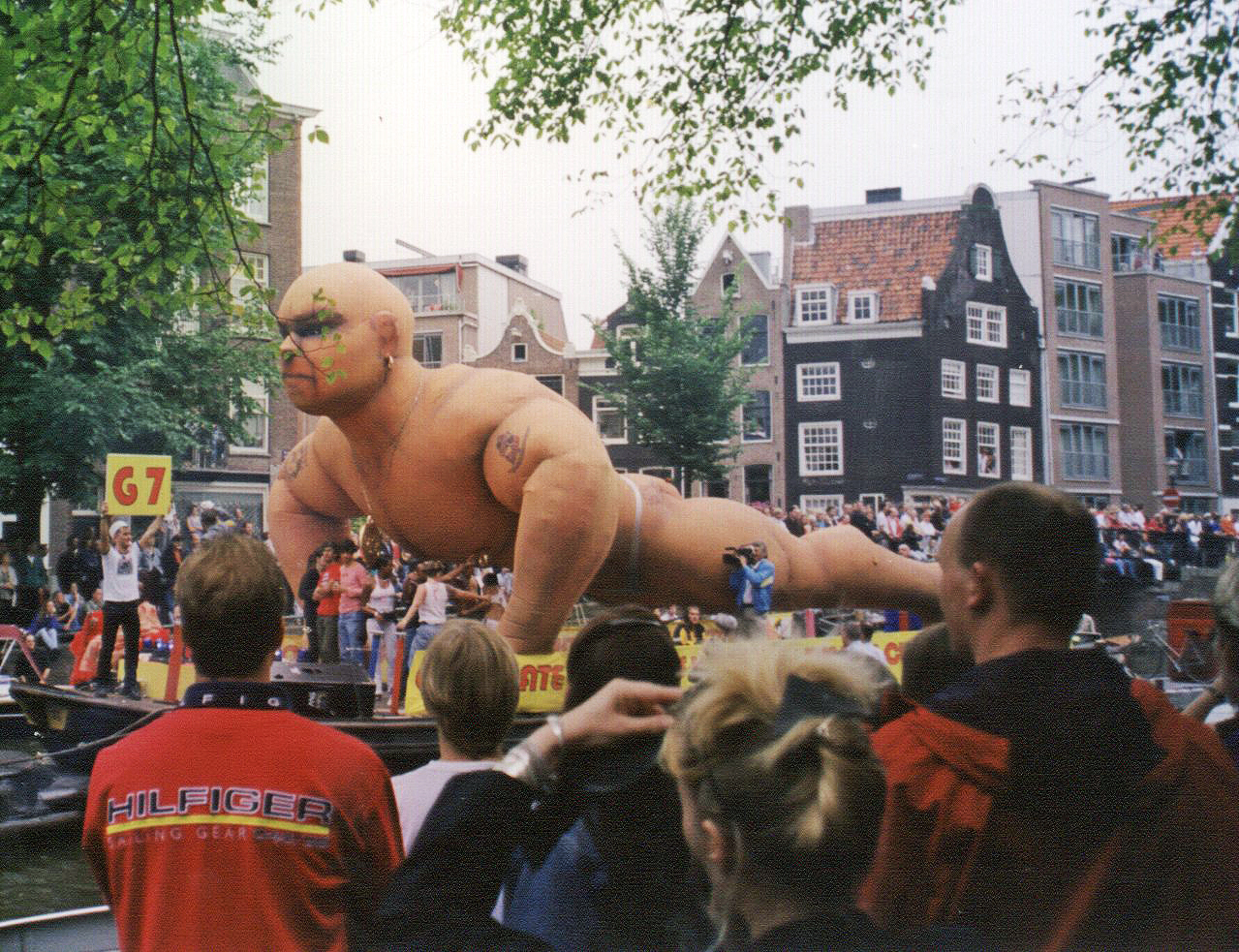
Bootsparade gegen Homophobie im Sport, 1998 in Amsterdam

- Amsterdam/Niederlande: Das Parlament stimmt für die Gleichstellung der eingetragenen Partnerschaften homosexueller Paare mit der Zivilehe zwischen heterosexuellen Paaren in den Niederlanden. Damit ermöglicht das Land ab Anfang 2001 als erster Staat weltweit die „Ehe für alle“. Neben der Trauung wird das verabschiedete Gesetz den Ehepartnern auch das Recht zur Adoption niederländischer Kinder gewähren.[13]
- Berlin/Deutschland: Bundesinnenminister Otto Schily verbietet die rechte Organisation „Blood and Honour Division Deutschland“.[14]

### Mittwoch, 13. September 2000
- Hamburg/Deutschland: Die Jugendzeitschrift Yam! erscheint zum ersten Mal. Sie ist eine weitere Konkurrenz für den Marktführer Bravo.[15]
- Moskau/Russland: Der ehemalige Offizier der russischen Nordflotte und spätere Umweltschützer Alexander Konstantinowitsch Nikitin wird vom Oberstes Gericht der Russischen Föderation endgültig rehabilitiert.

### Donnerstag, 14. September 2000

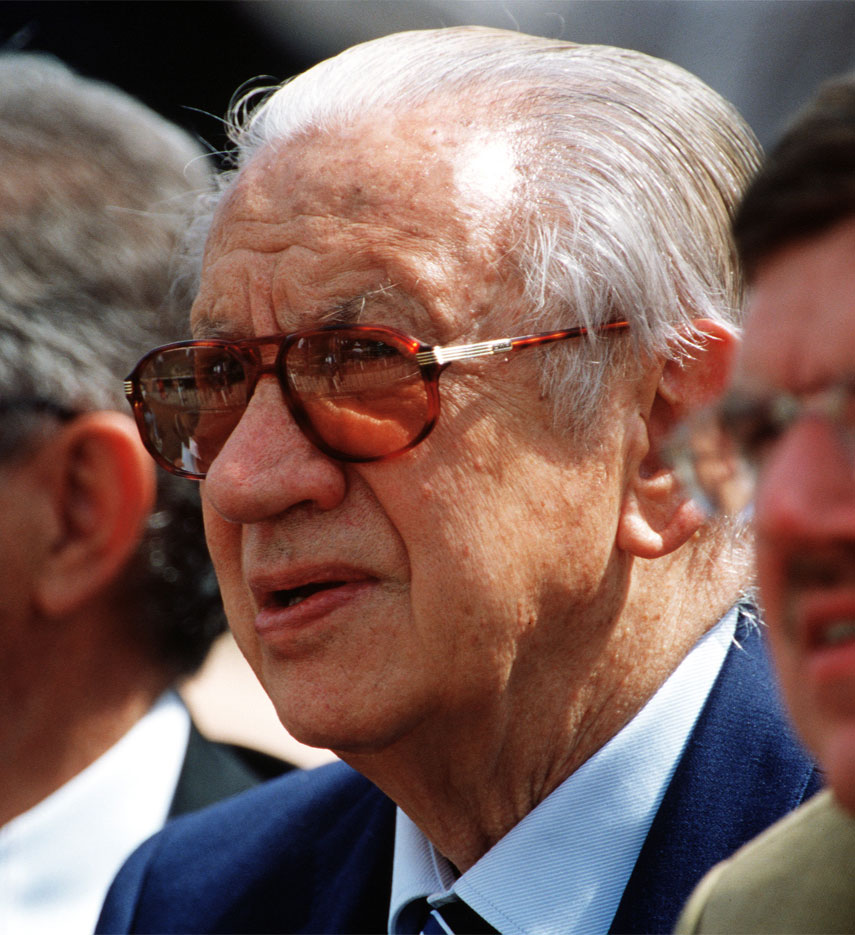
Juan Antonio Samaranch

- Lausanne/Schweiz: Der Spanier Juan Antonio Samaranch tritt als Vorsitzender des Internationalen Olympischen Komitees zurück und kommt damit seiner Absetzung wegen Bestechlichkeit zuvor.[16]

### Freitag, 15. September 2000

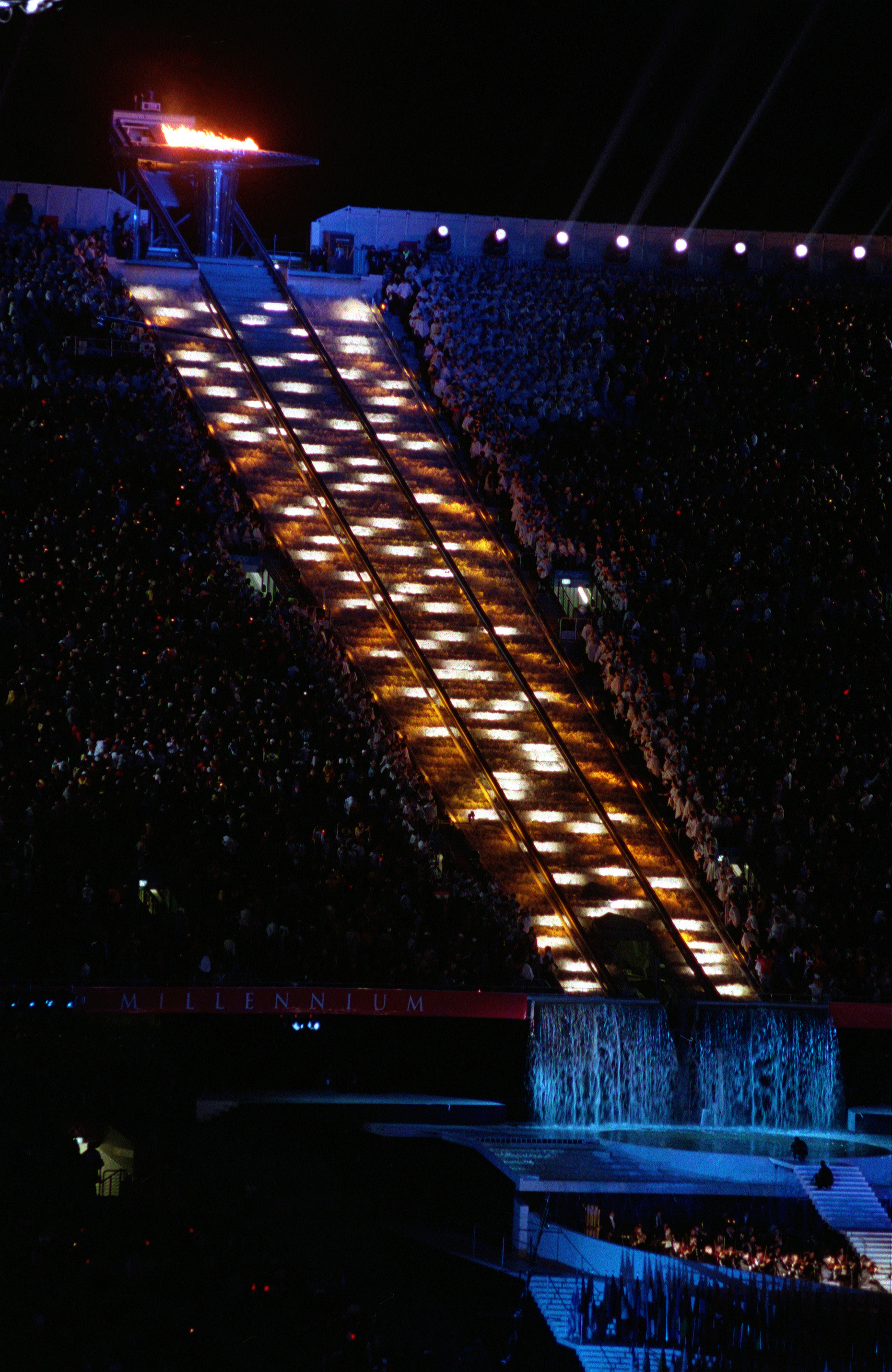
Das olympische Feuer im Stadium Australia

- St. Pölten/Österreich: Der Grundstein für das neue Landesmuseum Niederösterreich wird gelegt. Es befand sich über 90 Jahre lang in der Stadt Wien, die seit 1920 nicht mehr zu Niederösterreich gehört.[17]
- Sydney/Australien: Die XXVII. Olympischen Sommerspiele werden eröffnet. Als Geste der europiden Bevölkerung des Kontinents an die indigenen Bewohner Australiens entzündet die Leichtathletin und Medaillenanwärterin Cathy Freeman aus der Gruppe der Aborigines das olympische Feuer.[18]
- Frankfurt am Main: Die Gigabell AG meldet als erstes Unternehmen aus dem Neuen Markt Insolvenz an.

### Montag, 18. September 2000
- Hannover/Deutschland: Bundeskanzler Gerhard Schröder verkündet die E-Government-Initiative BundOnline 2005. In fünf Jahren sollen die Bürger 400 internetfähige Dienstleistungen der Bundesverwaltung online in Anspruch nehmen können.[19]

### Dienstag, 19. September 2000
- Washington, D.C./Vereinigte Staaten: Der Senat billigt mit 83 zu 15 Stimmen die Aufnahme Chinas in die Welthandelsorganisation WTO. Es ist ein Signal zum Neustart der Handelsbeziehungen zwischen den beiden Staaten.[20]

### Mittwoch, 20. September 2000
- Schwerin/Deutschland: Erwin Sellering (SPD) wird als Nachfolger von Harald Ringstorff (SPD) Justizminister von Mecklenburg-Vorpommern.

### Donnerstag, 21. September 2000
- Moskau/Russland: Unbekannte erschlagen Iskandar Chatlonij, den Korrespondenten des tadschikischen Angebots des Rundfunksenders RFE/RL, in dessen Wohnung mit einer Axt. Chatlonij war mit Recherchen zu Menschenrechtsverletzungen in Tschetschenien beschäftigt. Ähnliche Recherchen brachten dem Sender wiederholt Kritik von offiziellen Stellen ein.[21]

### Freitag, 22. September 2000

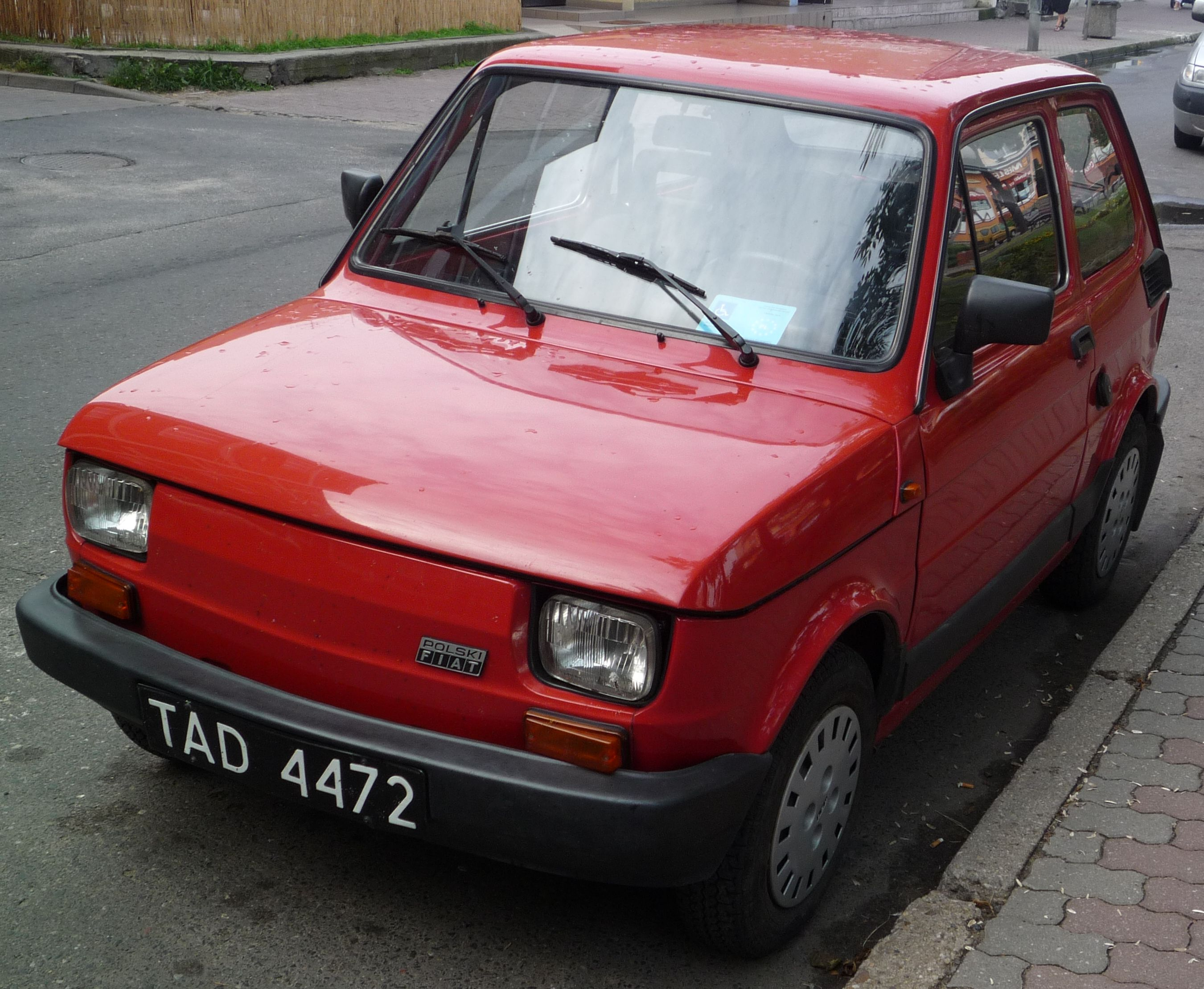
Polski Fiat 126p

- Amsterdam/Niederlande: Die Amsterdamer Börse, die Brüsseler Börse und die Pariser Börse vereinen sich zur Mehrländerbörse Euronext mit Sitz in Amsterdam.[22]
- Bielsko-Biała/Polen: Der letzte Polski Fiat vom Typ 126p rollt vom Band. Das erste Auto der Bauart 126 fertigte Fiat 1972 in Italien, allein in Polen waren es insgesamt 3,3 Millionen Exemplare.[23]

### Sonntag, 24. September 2000
- Belgrad/Jugoslawien: Die erste Runde der vorgezogenen Präsidentschaftswahl und die Wahlen zum Bundesparlament finden statt. In der Präsidentschaftswahl liegt Vojislav Koštunica vom Wahlbündnis Demokratische Opposition (DOS) vor Amtsinhaber Slobodan Milošević von der Sozialistischen Partei (SPS) und bei einer Wahlbeteiligung von 64 % entfallen im Parlament 58 von 108 Sitzen auf die DOS und 44 auf die SPS.[24][25]

### Dienstag, 26. September 2000
- Paros/Griechenland: Die Fähre Express Samina sinkt nach Kollision mit einem Felsen. Von den 533 Menschen an Bord ertrinken 80 in der zum Unglückszeitpunkt stürmischen See.

### Donnerstag, 28. September 2000

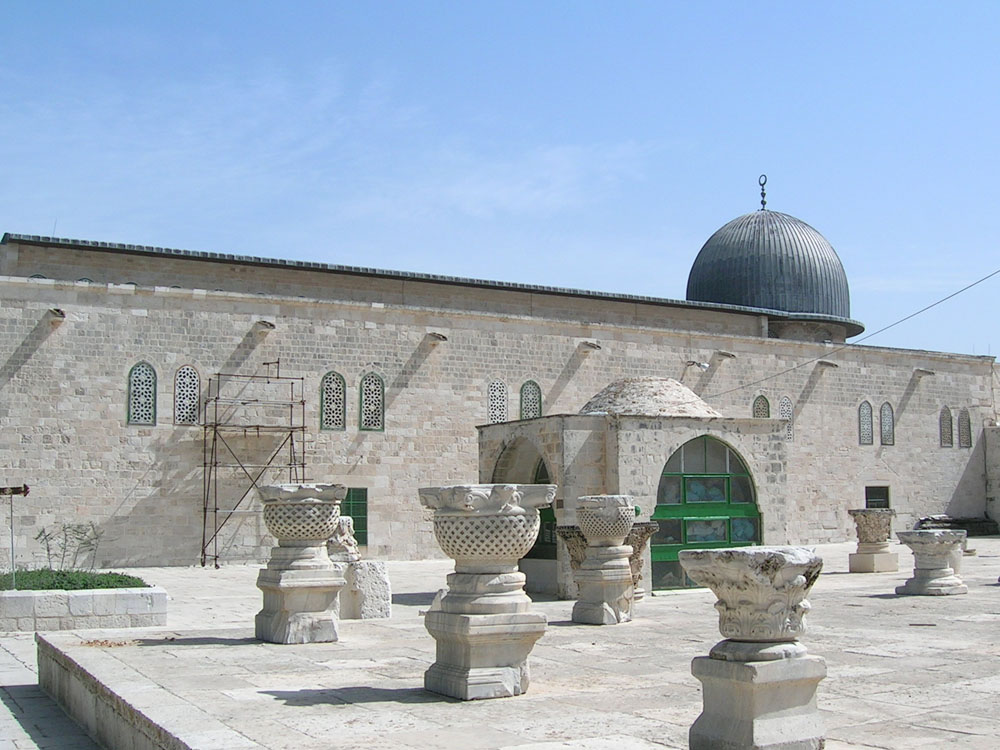
Al-Aqsa-Moschee auf dem Tempelberg

- Jerusalem/Israel: Ariel Scharon von der Oppositionspartei Likud, der in seiner Zeit als Minister für die nationale Infrastruktur den Ausbau israelischer Siedlungen in den besetzten Gebieten vorantrieb, besucht in Begleitung von 1.000 Politikern, Journalisten und Polizisten den Tempelberg, um zu zeigen, dass dieser nicht nur den Moslems, sondern auch den Juden „gehöre“. Viele Palästinenser nehmen die Aktion als Provokation wahr. Es kommt zu friedlichen Demonstrationen gegen Scharon.[26]
- Kopenhagen/Dänemark: In einer Volksabstimmung lehnen die dänischen Wähler die Einführung der Gemeinschaftswährung Euro ab.[27]
- Burbach/Deutschland: Unter der Landebahn des Flughafens Siegerland detoniert eine britische 500-Kg-Bombe aus dem Zweiten Weltkrieg. Die Behebung der durch den Blindgänger verursachten Schäden dauert drei Wochen.

### Freitag, 29. September 2000
- Jerusalem/Israel, Palästinensische Autonomiegebiete: Nach Ariel Scharons Besuch des Tempelbergs in Jerusalem mehren sich die gewalttätigen Auseinandersetzungen zwischen israelischen Sicherheitskräften und Palästinensern, so dass einige Kommentatoren bereits vom Ausbruch einer „Zweiten Intifada“ sprechen. Sie beziehen sich auf die sechsjährige Intifada ab 1987, bei der über 1.000 Menschen starben.[28]
- Lisburn/Nordirland: Das Hochsicherheitsgefängnis Maze Prison wird geschlossen.